# Genista sylvestris
Genista sylvestris är en ärtväxtart som beskrevs av Giovanni Antonio Scopoli. Genista sylvestris ingår i släktet ginster, och familjen ärtväxter.

## Underarter
Arten delas in i följande underarter:
- G. s. dalmatica
- G. s. sylvestris

## Bildgalleri

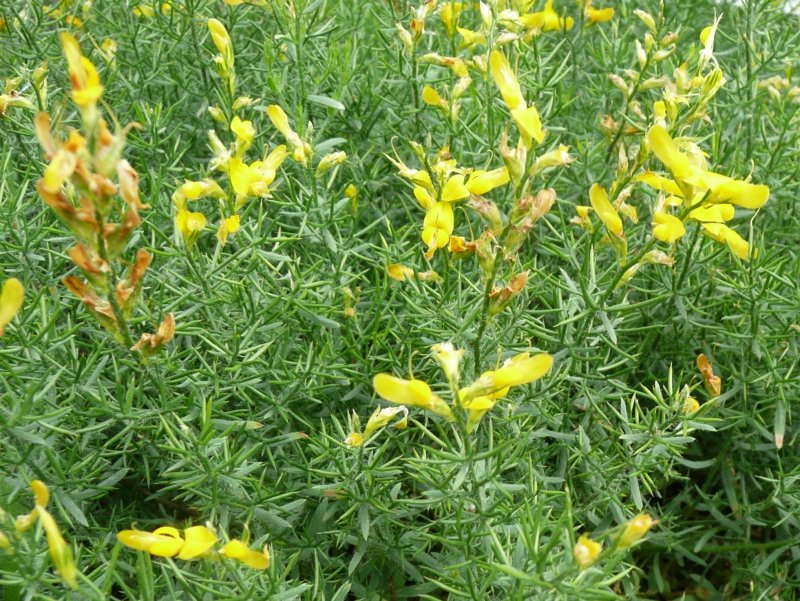
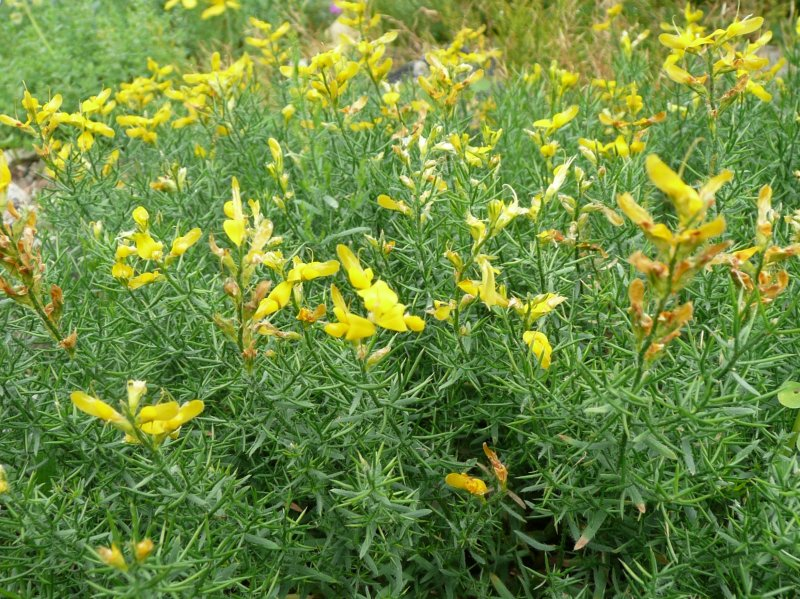